# Koenig Specials
Koenig Specials är ett tyskt bilföretag som specialtillverkar BMW-, Ferrari-, Lamborghini-  samt Mercedes-modeller.
Modellen Koenig testarossa twin turbo kom 1985 och hade 710 hästkrafter.1988 kom en uppdatering med tilläggsnamnet competition, den hade 800 hästkrafter och var utrustad med både mekanisk kompressor och dubbla turboaggregat.1990 kom uppdatering nummer två med tilläggsnamnet evolution, denna gång endast med dubbla turbo och med 1000 hästkrafter och en toppfart på hela 370.

### Andraspecialtillverkare
Andra specialtillverkare av liknande bilmodeller:
- AC Schnitzer
- Alpina
- BMW M
- Brabus
- Carlsson
- Hamann
- Hartage
- Mercedes-AMG
- RUF
- Techart
- Gemballa